# Rock with You (singel BoA)
Rock with You – trzeci koreański i jedenasty japoński singel BoA Kwon. W Korei sprzedano 25 000 kopii, w Japonii 60 000.

## Lista utworów
Wersja Koreańska
1. „Rock with You”
2. „Atlantis Princess / 아틀란티스 소녀” (Just Fiction Mix 2003)
3. „Moon & Sunrise”
4. „Rock with You” (Instrumental Version)
5. „Atlantis Princess / 아틀란티스소녀” (Just Fiction Mix 2003) (Instrumental Version)
6. „Moon & Sunrise” (Instrumental Version)

Wersja Japońska
1. „Rock with You”
2. „Double” (English Version)
3. „Rock with You” (Instrumental Version)
4. „Double” (Instrumental Version)